# شارل کادرون
شارل کادرون (انگلیسی: Charles Cadron؛ زادهٔ ۱۸۸۹) دوچرخه‌سوار اهل بلژیک است.